# Challenge Sprint Pro 2013
De Challenge Sprint Pro 2013 was een wielerwedstrijd in Quebec, Canada, gereden op 12 september 2013.
Dit was de derde editie van een nieuw type wielerevenement, waarin steeds steeds drie of vier wielrenners aan de start staan en over een parcours van één kilometer onderling uitmaken welke twee van hen er naar de volgende ronde gaan. Na drie rondes waren er nog vier renners over die vervolgens de finale reden. Elke ploeg die meedeed aan de UCI World Tour-wedstrijden in Quebec (een dag later) en Montreal (drie dagen later) vaardigde een renner af, ook deed er een aantal Canadese rijders mee. De Franse sprinter Bryan Coquard won de finale.

## Deelnemers
| Namens de 19 UCI World Tour ploegen | Namens de 19 UCI World Tour ploegen | Namens de 19 UCI World Tour ploegen | Namens de 19 UCI World Tour ploegen |
| ----------------------------------- | ----------------------------------- | ----------------------------------- | ----------------------------------- |
| Geraint Thomas                      | Sky ProCycling                      | Francisco Ventoso                   | Team Movistar                       |
| Alexej Tsatevitsj                   | Team Katjoesja                      | Bruno Pires                         | Team Saxo-Tinkoff                   |
| Matteo Trentin                      | Omega Pharma-Quick-Step             | Aleksej Loetsenko                   | Astana Pro Team                     |
| Giacomo Nizzolo                     | RadioShack-Leopard                  | Hugo Houle                          | AG2R-La Mondiale                    |
| Moreno Hofland                      | Belkin Pro Cycling                  | Fabian Wegmann                      | Team Garmin-Sharp                   |
| Guillaume Boivin                    | Cannondale Pro Cycling Team         | Amaël Moinard                       | BMC Racing Team                     |
| Jan Polanc                          | Lampre-Merida                       | Tomas Vaitkus                       | Orica-GreenEdge                     |
| Gorka Izagirre                      | Euskaltel-Euskadi                   | Luka Mezgec                         | Argos-Shimano                       |
| Jens Debusschere                    | Lotto-Belisol                       | Dominique Rollin                    | FDJ.fr                              |
| Danny van Poppel                    | Vacansoleil-DCM                     |                                     |                                     |
| Namens de Wildcardploeg             |                                     |                                     |                                     |
| Bryan Coquard                       | Europcar                            |                                     |                                     |
| Top 4 Canadees kwalificatietoernooi |                                     |                                     |                                     |
| Zachary Bell                        | Canada 1                            | Pierrick Naud                       | Canada 2                            |
| Geoffrey Dussault                   | Canada 3                            | Rémi Pelletier-Roy                  | Canada 4                            |

### Eerste ronde
| Plaats | Naam               | Ploeg           |
| ------ | ------------------ | --------------- |
| 1      | Rémi Pelletier-Roy | Canada 4        |
| 2      | Dominique Rollin   | FDJ.fr          |
| 3      | Amaël Moinard      | BMC Racing Team |
| 4      | Geraint Thomas     | Sky ProCycling  |

| Plaats | Naam              | Ploeg             |
| ------ | ----------------- | ----------------- |
| 1      | Alexej Tsatevitsj | Team Katjoesja    |
| 2      | Luka Mezgec       | Argos-Shimano     |
| 3      | Pierrick Naud     | Canada 2          |
| 4      | Fabian Wegmann    | Team Garmin-Sharp |

| Plaats | Naam           | Ploeg                   |
| ------ | -------------- | ----------------------- |
| 1      | Bryan Coquard  | Europcar                |
| 2      | Matteo Trentin | Omega Pharma-Quick-Step |
| 3      | Hugo Houle     | AG2R-La Mondiale        |
| 4      | Tomas Vaitkus  | Orica-GreenEdge         |

| Plaats | Naam              | Ploeg              |
| ------ | ----------------- | ------------------ |
| 1      | Giacomo Nizzolo   | RadioShack-Leopard |
| 2      | Aleksej Loetsenko | Astana Pro Team    |
| 3      | Danny van Poppel  | Vacansoleil-DCM    |
| 4      | Jan Polanc        | Lampre-Merida      |

| Plaats | Naam           | Ploeg              |
| ------ | -------------- | ------------------ |
| 1      | Zachary Bell   | Canada 1           |
| 2      | Moreno Hofland | Belkin Pro Cycling |
| 3      | Gorka Izagirre | Euskaltel-Euskadi  |
| 4      | Bruno Pires    | Team Saxo-Tinkoff  |

| Plaats | Naam              | Ploeg                       |
| ------ | ----------------- | --------------------------- |
| 1      | Jens Debusschere  | Lotto-Belisol               |
| 2      | Geoffrey Dussault | Canada 3                    |
| 3      | Francisco Ventoso | Team Movistar               |
| 4      | Guillaume Boivin  | Cannondale Pro Cycling Team |

### Kwartfinale
| Plaats | Naam               | Ploeg                   |
| ------ | ------------------ | ----------------------- |
| 1      | Rémi Pelletier-Roy | Canada 4                |
| 2      | Giacomo Nizzolo    | RadioShack-Leopard      |
| 3      | Luka Mezgec        | Argos-Shimano           |
| 4      | Matteo Trentin     | Omega Pharma-Quick-Step |

| Plaats | Naam              | Ploeg           |
| ------ | ----------------- | --------------- |
| 1      | Zachary Bell      | Canada 1        |
| 2      | Aleksej Loetsenko | Astana Pro Team |
| 3      | Geoffrey Dussault | Canada 3        |
| 4      | Alexej Tsatevitsj | Team Katjoesja  |

| Plaats | Naam             | Ploeg              |
| ------ | ---------------- | ------------------ |
| 1      | Moreno Hofland   | Belkin Pro Cycling |
| 2      | Bryan Coquard    | Europcar           |
| 3      | Dominique Rollin | FDJ.fr             |
| 4      | Jens Debusschere | Lotto-Belisol      |

### Halve finale
| Plaats | Naam               | Ploeg           |
| ------ | ------------------ | --------------- |
| 1      | Bryan Coquard      | Europcar        |
| 2      | Aleksej Loetsenko  | Astana Pro Team |
| 3      | Rémi Pelletier-Roy | Canada 4        |

| Plaats | Naam            | Ploeg              |
| ------ | --------------- | ------------------ |
| 1      | Moreno Hofland  | Belkin Pro Cycling |
| 2      | Giacomo Nizzolo | RadioShack-Leopard |
| 3      | Zachary Bell    | Canada 1           |

### Finale
| Plaats | Naam              | Ploeg              |
| ------ | ----------------- | ------------------ |
| Goud   | Bryan Coquard     | Europcar           |
| Zilver | Giacomo Nizzolo   | RadioShack-Leopard |
| Brons  | Moreno Hofland    | Belkin Pro Cycling |
| 4      | Aleksej Loetsenko | Astana Pro Team    |